# Troels Andersen
Troels Andersen (* 27. Februar 1940; † 31. August 2021) war ein dänischer Kunsthistoriker und Museumsleiter.

## Leben und Werk
Er studierte von 1961 bis 1966 Kunstgeschichte, russische Sprache, Literatur und Kunst an den Universitäten Kopenhagen, Moskau, Leningrad und Amsterdam. Andersen war Mitbegründer der Kunstschule Den eksperimenterende Kunstskole 1961 und leitender Redakteur der Zeitschriften Information, CRAS und Billedkunst. Von 1966 bis 1977 lehrte er an den Universitäten Aarhus und Kopenhagen. Bis 2004 leitete Andersen über mehr als zwanzig Jahre das Silkeborg Kunstmuseum, in dem der Nachlass des berühmten dänischen Künstlers Asger Jorn beheimatet ist. Zwischen 1978 und 1984 war er Vorsitzender der Foreningen af Danske Kunstmuseer. 
Zu seinen maßgeblichen Publikationen gehören wissenschaftliche Erarbeitungen zu Asger Jorn. Über ihn veröffentlichte er 1994 eine Biografie, welche 2001 auch ins Deutsche übersetzt wurde. Gemeinsam mit Guy Atkins legte er das Werkverzeichnis der Gemälde von Asger Jorn in drei Bänden vor und führte diese in Supplement-Bänden fort. 1970 gab er die Schriften von Kasimir Malewitsch und den Catalogue raisonné der Sammlung der Arbeiten im Stedelijk Museum Amsterdam und der Ausstellung Berlin 1927 heraus. Im Jahr 2002 erhielt er den Knud W. Jensen Preis als Anerkennung für seine jahrzehntelange wissenschaftliche Arbeit, insbesondere auf dem Gebiet der dänischen Kunst. Als er am 31. August 2021 starb, schrieb Gerd Presler in WELTKUNST: "Mit Troels Andersen verliert die dänische und die internationale Museumsszene eine herausragende Persönlichkeit. Seit vielen Jahren hütete er das Vermächtnis von Asger Jorn [...] Es gelang ihm, große Teile des Nachlasses von Per Kirkeby zur wissenschaftlichen Bearbeitung nach Silkeborg zu holen."